# Karl-Richard Schmidt
Karl-Richard Schmidt (* 17. März 1939 in Berlin) ist ein deutscher Schauspieler.

## Leben
Karl-Richard Schmidt wurde 1939 in Berlin geboren und wuchs in Magdeburg auf, wo sein Vater eine Drogerie besaß, die er einmal übernehmen sollte. Er wollte jedoch Schauspieler werden und besuchte von 1959 bis 1962 die Deutsche Hochschule für Filmkunst in Babelsberg. Sein erstes Engagement erhielt er von 1963 bis 1964 am Theater der Bergarbeiter Senftenberg. Weitere Verpflichtungen folgten an den Theatern in Greifswald (1964–1966), Dessau (1966–1970) und (1983–1986), Brandenburg an der Havel (1970–1976), Erfurt (1976–1977), Frankfurt (Oder) (1977–1983), Eisleben (1985–1989), Halle (Saale) (1985–1993), Würzburg (1993–2005), sowie Waren (Müritz) (2005) und Dortmund (2013–2014).
Karl-Richard Schmidt stand seit 1961 auch für Film und Fernsehen vor der Kamera. Bis 1968 trat er unter seinem Geburtsnamen Karl-Richard Schmidt auf, danach verwendete er das Pseudonym Carlo Schmidt.

## Filmografie
- 1961: Das Rabauken-Kabarett
- 1962: Tanz am Sonnabend – Mord?
- 1962: Das grüne Ungeheuer (Fernseh-Fünfteiler, 5. Teil)
- 1963: Die Glatzkopfbande
- 1964: Egon und das achte Weltwunder (Fernsehfilm)
- 1968: Mord am Montag
- 1970: Aus unserer Zeit (Episodenfilm, 2. Episode)
- 1973: Susanne und der Zauberring
- 1973: Wolz – Leben und Verklärung eines deutschen Anarchisten
- 1974: … verdammt, ich bin erwachsen
- 1976: Im Staub der Sterne
- 1976: Unser stiller Mann
- 1978: Anton der Zauberer
- 1978: Polizeiruf 110: Bonnys Blues (Fernsehreihe)
- 1979: Addio, piccola mia
- 1979: P.S.
- 1980: Archiv des Todes (Fernsehserie, 1 Episode)
- 1980: Levins Mühle
- 1980: Don Juan – Karl-Liebknecht-Str. 78
- 1983: Zille und ick
- 1983: Fariaho
- 1987: Liane
- 1988: Die Entfernung zwischen dir und mir und ihr
- 1988: Polizeiruf 110: Der Kreuzworträtselfall
- 1989: Die gläserne Fackel (Fernsehserie)
- 1997: Kommissar Beck: Todesengel (Fernsehreihe)

## Theater
- 1963: Johann Wolfgang von Goethe: Egmont (Ferdinand) – Regie: Klaus Gendries (Theater der Bergarbeiter Senftenberg)
- 1964: Molière: Die Streiche des Scapin (Leandre) – Regie: ? (Theater Greifswald)
- 1968: Utpal Dutt: Unbesiegbares Vietnam – Regie: Alfred Woronetzki (Theater der Werktätigen Wolfen)
- 1972: Heiner Müller nach William Shakespeare: Lady Macbeth (Macbeth) – Regie: Bernd Bartoszewski (Brandenburger Theater)
- 1974: Emmanuel Roblès: Montserrat (Montserrat) – Regie: Jörg Liljeberg (Brandenburger Theater)
- 1974: John Millington Synge: Der Held der westlichen Welt (M. James) – Regie: Herbert König (Brandenburger Theater)
- 1975: Franz Xaver Kroetz: Oberösterreich (Heinz) – Regie: Herbert König (Brandenburger Theater)
- 1975: Boris Wassiljew: Im Morgengrauen ist es noch still – Regie: Herbert König (Brandenburger Theater)
- 1976: Ödön von Horváth: Glaube Liebe Hoffnung – Regie: Herbert König (Brandenburger Theater)
- 1976: Frank Wedekind: Frühlings Erwachen (Pastor Kahlbauch) – Regie: Ekkehard Kiesewetter (Städtische Bühnen Erfurt)
- 1976: Emil Rosenow: Kater Lampe (Hartmann Schönherr) – Regie: Dieter Steinke (Städtische Bühnen Erfurt)
- 1979: Jaroslav Hašek: Schwejk  – Regie: Horst Lebinsky ( Kleist-Theater Frankfurt/Oder)
- 1983: Walentin Rasputin: Leb und vergiss nicht (Stepan) – Regie: Peter Sodann (Landestheater Halle)
- 1986: Peter Shaffer: Amadeus (Kapellmeister Bonno / Wiener Bürger) – Regie: Peter Sodann (neues theater Halle)
- 1987: Maxim Gorki: Sommergäste – Regie: Peter Sodann (Neues Theater Halle/Saale)
- 1987: Friedrich Dürrenmatt: Romulus der Große (Pyramus, Kammerdiener) – Regie: Peter Sodann (Neues Theater Halle/Saale)
- 1989: Tschingis Aitmatow: Die Richtstatt – Regie: Peter Sodann (Neues Theater Halle/Saale)
- 1990: Maurice Maeterlinck: Die Blinden (Blindgeborener) – Regie: Peter Sodann (Neues Theater Halle/Saale)
- 1991: Friedrich Schiller: Die Verschwörung des Fiesco zu Genua (Andreas Doria) – Regie: Peter Sodann (Neues Theater Halle/Saale)
- 1991: George Orwell: Farm der Tiere (Old Major) – Regie: Peter Sodann (Neues Theater Halle/Saale)
- 1991: Lope de Vega: Der Ritter vom Mirakel (Patricio, Edelmann) – Regie: Dietmar Rahnefeld (Neues Theater Halle/Saale)
- 1992: Friedrich Schiller: Wallenstein (Götz, Offizier) – Regie: Peter Sodann (Neues Theater Halle/Saale)
- 1999: Lutz Hübner: Das Herz eines Boxers (Leo) – Regie: Mirijam Neidhart (Mainfranken Theater Würzburg)
- 2005: Heiner Müller nach Friedrich Hölderlin und Sophokles: Ödipus, Tyrann (Teresias) – Regie: Stephan Suschke (Mainfranken Theater Würzburg)
- 2007: Roland Oehme: Müritz-Saga: Unter dem Hexenhammer (Morten Gluth, Hexenjäger) – Regie: Nils Düwell (Freilichtbühne Waren/Müritz)
- 2013: Hans Krása/Adolf Hoffmeister: Brundibár (Leierkastenmann) – Regie: Corinna Preisberg (Chorakademie Dortmund)